# Eddie Mallory
Eddie Mallory (Chicago, circa 1905 - New York, 20 maart 1961) was een Amerikaanse trompettist, saxofonist en arrangeur in de jazz. Hij was getrouwd met zangeres Ethel Waters en leidde haar band.
Mallory speelde van 1927 tot 1931 in de territory-band The Alabamians van Marion Hardy, daarna was hij lid van de groep van Tiny Parham. Met Parham werkte hij in Chicago en hij was ook enige tijd leider van de band. Hij trok naar New York, waar hij speelde bij en opnames maakte met de Chocolate Dandies van Benny Carter, tevens was hij actief bij de Mills Blue Rhythm Band. Hij trouwde met Ethel Waters en was de leider van haar groep (1935-1939). In de jaren veertig leidde hij zijn eigen groepen, een van die groepen werd gesponsord door bokser Joe Louis (1946). Hij was boekingagent in Atlantic City en New York manager bij een autodealer.
Mallory is te horen op muziek van o.m. Alix Combelle, Hoagy Carmichael, Henry "Red" Allen, Cab Calloway, Teddy Wilson, Spike Hughes en J.C. Higginbotham.